# Culicoides magnipictus
Culicoides magnipictus är en tvåvingeart som beskrevs av Tokunaga 1962. Culicoides magnipictus ingår i släktet Culicoides och familjen svidknott. Inga underarter finns listade i Catalogue of Life.